# Жозе Ліньярес
Жозе́ Лінья́рес (порт. José Linhares; 28 січня 1886 — 26 січня 1957) — бразильський державний діяч, юрист. Тимчасово виконував обов'язки президента Бразилії з 29 жовтня 1945 до 31 січня 1946 року.

## Юридична кар'єра
Жозе Ліньярес закінчив Юридичний факультет університету Сан-Паулу 1908 року, після чого почав юридичну практику як суддя. Невпинно просуваючись кар'єрними сходами, у грудні 1937 року Ліньярес увійшов до складу Верховного суду Бразилії. Вже 1940 року він став заступником голови Верховного суду, а 26 травня 1945 року очолив цю установу.

## Прихід до влади
29 жовтня 1945 року в Бразилії відбувся державний переворот: силові міністри уряду Жетулью Варгаса, Педру Монтейру та Еуріку Гаспар Дутра, усунули президента з його посту та помістили під домашній арешт. На 2 грудня в країні було призначено президентські вибори, до підбиття підсумків яких обов'язки президента як голова Верховного суду почав тимчасово виконувати Жозе Ліньярес.
На посту президента Ліньярес передусім усунув від посад головних прибічників Варгаса: «інтервентів» штатів, мерів та начальників поліції великих міст. Для підрахунку голосів на виборах він відібрав суддів з муніципалітетів замість офіційних урядових чиновників.
Вибори президента відбулись у визначений термін, ставши на той момент одними з найпрозоріших за всю історію країни. Перемогу на них здобув маршал Дутра. 31 січня 1946 року Ліньярес передав владу обраному президенту.

## Подальша кар'єра
Ліньярес продовжував очолювати Верховний суд до 1949 року, 1951 знову був обраний його головою. 1956 вийшов у відставку та за рік помер.